# Saint-Hilaire-du-Harcouët
Saint-Hilaire-du-Harcouët es una comuna nueva francesa situada en el departamento de Mancha, de la región de Normandía.

## Historia
Fue creada el 1 de enero de 2016, en aplicación de una resolución del prefecto de Mancha de 15 de diciembre de 2015 con la unión de las comunas de Saint-Hilaire-du-Harcouët, Saint-Martin-de-Landelles y Virey, pasando a estar el ayuntamiento en la antigua comuna de Saint-Hilaire-du-Harcouët.

## Demografía
| Gráfica de evolución demográfica de Saint-Hilaire-du-Harcuët entre 1800 y 2014 |
|                                                                                |

Los datos entre 1800 y 2014 son el resultado de sumar los parciales de las tres comunas que forman la nueva comuna de Saint-Hilaire-du-Harcouët, cuyos datos se han cogido de 1800 a 1999, para las comunas de Saint-Hilaire-du-Harcouët, Saint-Martin-de-Landelles y Virey de la página francesa EHESS/Cassini. Los demás datos se han cogido de la página del INSEE.

## Composición
| Comuna delegada           | Código INSEE | Población (2013) | Superficie (km²) | Densidad (hab./km²) |
| ------------------------- | ------------ | ---------------- | ---------------- | ------------------- |
| Saint-Hilaire-du-Harcouët | 50484        | 3971             | 10.12            | 392                 |
| Saint-Martin-de-Landelles | 50515        | 1138             | 19.91            | 57                  |
| Virey                     | 50644        | 1060             | 16.94            | 63                  |